# Тихомиров Олег Миколайович
Оле́г Микола́йович Тихоми́ров (нар. 16 листопада 1934 року — пом. 29 вересня 2012) — радянський дитячий письменник.

## З життєпису
Писав оповідання для молоді, про природу, нариси про мореплавців, дитячі оповідання і повісті.
Після закінчення університету працював редактором у книжковому видавництві, кореспондентом у газетах.
Писав для дитячих радянських і російських журналів, зокрема для «Мурзилки».
Помер 29 вересня 2012 року у Москві.

## Твори
- Труба телефонна (1972, оповідання)
- Догоняте, догоняйте!. (1979, повість)
- Олександр Невський (1979, слово о походах)
- Михайло Ломоносов (1982, оповідання)
- На страже Руси (1983, збірка оповідань)
- Сказ об Иване Болотникове (1984, оповідання)
- В ту пору суровую в Киеве (1984, повість)
- На поле Куликовом (1986, повість)
- Кузнечик (1986, повість)
- Трус не играет в хоккей (1987, збірка оповідань)
- Во широкой степи (1987, збірка оповідань)
- Солдатом быть — Родине служить (1988, збірка оповідань)
- Стал я с вами за правду (1989, повість)
- Главная Серёжкина тайна (1989, повість)
- Кто взял конфету? (1997, збірка віршів)
- В замке королевы Махаон (повість)
- Из волшебного букета (казка)
- Китёнок Филя (повість)
- Кутя, домой!.. (оповідання)
- Королевский карнавал (повість)